# Boroughmuir Blaze
Il Boroughmuir Blaze è una società di pallacanestro, fondata nel 1961 ad Edimburgo.

## Storia
La squadra originaria nacque dai componenti della formazione scolastica del Boroughmuir High School di Edimburgo.
Il club diventò in pochi anni una delle principali formazioni scozzesi verso la fine degli anni '60 (con giocatori come Tony Wilson, Mel Capaldi, Giovanni Tunnah, Brian Carmichael e Bill McInnes) con la partecipazione nel 1967 alla Coppa Campioni, prima squadra del Regno Unito a partecipare a tale competizione europea. L'avversario fu il Real Madrid e si giocò al Murrayfield Ice Rink davanti a una folla di quasi 1.000 spettatori. In seguito ha partecipato ad altre edizioni della Coppa Campioni e della Coppa delle Coppe. Nel 2004 cambiarono denominazione in Boroughmuir Blaze. Nel 2016 vincono il loro decimo titolo, a trentotto anni di distanza dall'ultima vittoria conseguita nel 1978.

## Statistiche
| Stagione                      | Div.             | Pos. | Partite | Vinte | Perse | Punti | Play Offs        | Scottish Cup     |
| ----------------------------- | ---------------- | ---- | ------- | ----- | ----- | ----- | ---------------- | ---------------- |
| Boroughmuir Basketball Club   |                  |      |         |       |       |       |                  |                  |
| 1962–1963                     | NL Div. 2 Junior | ?°   | /       | /     | /     | /     | /                | /                |
| 1962–1963                     | ?                | ?°   | /       | /     | /     | /     | /                | /                |
| 1963–1964                     | ESBL Div. 2      | 1°   | /       | /     | /     | /     | /                | /                |
| 1964–1965                     | ESBL Div. 1      | 2°   | /       | /     | /     | /     | /                | /                |
| 1965–1966                     | ESBL Div. 1      | 1°   | /       | /     | /     | /     | /                | Vincitore        |
| 1966–1967                     | ESBL Div. 1      | ?°   | /       | /     | /     | /     | /                | /                |
| 1967–1968                     | ESBL Div. 1      | ?°   | /       | /     | /     | /     | /                | Vincitore        |
| 1968–1969                     | ESBL Div. 1      | ?°   | /       | /     | /     | /     | /                | Vincitore        |
| 1969–1970                     | NL Div. 1        | 1°   | /       | /     | /     | /     | /                | Vincitore        |
| 1970–1971                     | NL Div. 1        | 1°   | /       | /     | /     | /     | /                | Vincitore        |
| 1971–1972                     | NL Div. 1        | 1°   | /       | /     | /     | /     | /                | Vincitore        |
| 1972–1973                     | NL Div. 1        | 1°   | /       | /     | /     | /     | /                | Vincitore        |
| 1973–1974                     | NL Div. 1        | 1°   | /       | /     | /     | /     | /                | Vincitore        |
| Barrs Soft Drinks Boroughmuir |                  |      |         |       |       |       |                  |                  |
| 1974–1975                     | NL Div. 1        | 1°   | /       | /     | /     | /     | /                | Vincitore        |
| 1975–1976                     | NL Div. 1        | 1°   | /       | /     | /     | /     | /                | Vincitore        |
| 1976–1977                     | NL Div. 1        | 1°   | /       | /     | /     | /     | /                | Finalista        |
| 1977–1978                     | NL Div. 1        | 1°   | /       | /     | /     | /     | /                | Finalista        |
| 1978–1979                     | NL Div. 1        | ?°   | /       | /     | /     | /     | No Play Offs     | Semifinale       |
| 1979–1980                     | NL Div. 1        | ?°   | /       | /     | /     | /     | No Play Offs     | /                |
| 1980–1981                     | NL Div. 1        | ?°   | /       | /     | /     | /     | No Play Offs     | Finalista        |
| 1981–1982                     | NL Div. 1        | ?°   | /       | /     | /     | /     | No Play Offs     | Finalista        |
| 1982–1983                     | NL Div. 1        | ?°   | /       | /     | /     | /     | Non qualif.      | Semifinale       |
| 1983–1984                     | NL Div. 1        | ?°   | /       | /     | /     | /     | /                | Semifinale       |
| Crescent Boroughmuir          |                  |      |         |       |       |       |                  |                  |
| 1984–1985                     | NL Div. 1        | ?°   | /       | /     | /     | /     | Non qualif.      | /                |
| Boroughmuir Buster Browns     |                  |      |         |       |       |       |                  |                  |
| 1985–1986                     | NL Div. 1        | ?°   | /       | /     | /     | /     | /                | Semifinale       |
| Boroughmuir Basketball Club   |                  |      |         |       |       |       |                  |                  |
| 1986–1987                     | NL Div. 1        | ?°   | /       | /     | /     | /     | Semifinale       | /                |
| 1987–1988                     | NL Div. 1        | ?°   | /       | /     | /     | /     | /                | Semifinale       |
| 1988–1989                     | SL Div. 1        | ?°   | /       | /     | /     | /     | /                | /                |
| 1989–1990                     | SL Div. 1        | ?°   | /       | /     | /     | /     | /                | /                |
| 1990–1991                     | SL Div. 1        | ?°   | /       | /     | /     | /     | /                | /                |
| 1991–1992                     | SL Div. 1        | ?°   | /       | /     | /     | /     | /                | /                |
| 1992–1993                     | SL Div. 1        | ?°   | /       | /     | /     | /     | /                | /                |
| 1993–1994                     | SL Div. 1        | ?°   | /       | /     | /     | /     | /                | /                |
| 1994–1995                     | SL Div. 1        | ?°   | /       | /     | /     | /     | /                | /                |
| 1995–1996                     | SL Div. 1        | ?°   | /       | /     | /     | /     | /                | /                |
| 1996–1997                     | SL Div. 1        | ?°   | /       | /     | /     | /     | /                | /                |
| 1997–1998                     | SL Div. 1        | 7º   | 24      | 6     | 18    | /     | /                | /                |
| 1998–1999                     | SNBL             | 8º   | 27      | 7     | 20    | /     | /                | /                |
| 1999–2000                     | SNBL             | 10º  | 18      | 2     | 16    | /     | Non qualif.      | /                |
| 2000–2001                     | SNBL             | 8º   | /       | /     | /     | /     | /                | /                |
| 2001–2002                     | SNBL             | 8º   | 17      | 6     | 11    | /     | /                | /                |
| 2002–2003                     | SNBL             | 8º   | 18      | 4     | 14    | /     | /                | /                |
| 2003–2004                     | SNBL             | 7º   | 18      | 8     | 10    | /     | /                | /                |
| Boroughmuir Blaze             |                  |      |         |       |       |       |                  |                  |
| 2004–2005                     | SNBL             | 8°   | /       | /     | /     | /     | /                | /                |
| 2005–2006                     | SNBL             | 5°   | /       | /     | /     | /     | /                | Semifinale       |
| 2006–2007                     | SNBL             | 4°   | 16      | 10    | 6     | /     | No Play Offs     | Semifinale       |
| 2007–2008                     | SNBL             | 8°   | 16      | 2     | 14    | /     | No Play Offs     | /                |
| 2008–2009                     | LL Div. 1        | ?°   | /       | /     | /     | /     | /                | /                |
| 2009–2010                     | LL Div. 1        | ?°   | /       | /     | /     | /     | /                | /                |
| 2010–2011                     | LL Div. 1        | 3°   | 18      | 11    | 7     | 40    | No Play Offs     | /                |
| 2011–2012                     | SNBL             | 7°   | 18      | 7     | 11    | /     | Quarti di finale | Semifinale       |
| 2012–2013                     | SNBL             | 6°   | 18      | 8     | 10    | 26    | Quarti di finale | Semifinale       |
| 2013–2014                     | SNBL             | 4°   | 18      | 10    | 8     | 28    | Quarti di finale | Ottavi di Finale |
| 2014–2015                     | SNBL Div. 1      | 2°   | 22      | 17    | 5     | 39    | Finalista        | Quarti di finale |
| 2015–2016                     | SNBL Div. 1      | 1°   | 18      | 15    | 3     | 33    | Campione         | Quarti di finale |